# Abies beshanzuensis
Abies beshanzuensis (лат.) — вечнозелёное однодомное дерево; вид рода Пихта семейства Сосновые (Pinaceae).

## Распространение
Эндемик китайской провинции Чжэцзян, где встречается на горе Байшань-цу на 27° 45’N, 119° 11’E. Известный по нескольким взрослым особям в дикой природе, без естественного возобновления, в ухудшенном для покрытосеменных лесу. Согласно отчету Дадли (1988), в 1987 году осталось только три отдельных дерева из популяции открытой в 1963 году, состоящей из 7 деревьев, из которых четыре были цветущие и с шишками в то время. Популяция значительно сократилась в размерах после наводнений и последующих оползней в этом районе.
Растёт на средней высоты горе в морской юго-восточной части Китая, с тёплым летом и прохладной влажной зимой (годовое количество осадков ок. 1250 мм), на высоте 1500—1700 м над уровнем моря с другими хвойными, такими как Tsuga chinensis, Cephalotaxus sinensis, Taxus chinensis и широколиственными деревьями, например Castanopsis spp., Fagus lucida, Quercus spp., Acer spp., Magnolia cylindrica, Lithocarpus hancei.

## Ботаническое описание
Деревья высотой до 30 м в высоту и диаметром 80 см (после 1987 года никаких диких деревьев высотой более 15 м и диаметром 25 см не было), с прямым круглым стволом и длинными, горизонтально раскидистыми ветвями. Кора гладкая и светло-серая на молодых деревьях, а позже становится чешуйчатой и продольно трещиноватой. Вегетативные почки от яйцевидных до конических, смолистые. Листья блестящие тёмно-зелёные сверху, бледнее снизу, размером 1-1,5-3,5-4,2 см × 2,5-3,5 мм есть 2 белые полосы снизу.
Пыльцевые шишки боковые, в пазухах листьев, длиной 2-2,5 см, жёлтые с красными микроспорофиллами. Семенные шишки боковые, прямостоячие, коричнево-жёлтые или светло-коричневые при созревании, цилиндрические, размером 7-11 × 3,5-4,5 см. Семена продолговато-обратно-яйцевидные, размером 6-9 × 3-4 мм, 13-19 мм длиной включая крылья. Опыление происходит в мае, семена созревают с октября по ноябрь.

## Экология
Вырубка лесов (для сельского хозяйства) уже в прошлом сократила численность популяции до нескольких деревьев. Регенерация леса в основном вызывает господство покрытосеменных и бамбука в настоящее время на месте, где Abies рос до того. На численность популяции повлияли наводнения в прошлом, и это остается угрозой в будущем.
Этот вид был взят под выращивание из черенков на лесном участке в округе Qingyuan, южный Чжэцзян, Китай. Остальные растения в дикой природе находятся под охраной.